# Комади
Комади (мађ. Komádi) град је у Мађарској. Комади је један од важнијих градова у оквиру жупаније Хајду-Бихар.

## Географија
Покрива површину од 144,65 km2 (56 sq mi) и има популацију од 5.421 становника (2015).
Река која пролази поред је Шебеш-Кереш, која тече у правцу исток-запад кроз јужни део града, дужином од око 12 километара. Са географске тачке гледишта, налази се на северној ивици области Киш-Шарет, поред бихарске равнице.

## Историја
Комади се као мађарско насеље први пут помињу 1091. године, а затим 1214. године, када је један од његових становника уписан у Варадски регистар. Тада је име насеља забележено у комадском облику. Године 1243. помиње се и као мађарско насеље, али су у то време у селу можда живеле и друге етничке групе. Приликом најезде Татара, село су опљачкали и спалили Татари, а народ је отеран. Становници су побегли у оближње мочваре. Године 1351. уписано је као велико село. Први познати власници који су се овде населили била је породица Комади, одакле вероватно потиче и име насеља. Године 1526. Турци су уништили насеље Киш-Комади, које је већ било познато као племићко село, а за то време је изгубљен чувени „Ракошки вез“, који је био племићка реликвија. Године 1630. постаје трговиште са 2.680 становника, са племићким привилегијама. Године 1715. село постаје готово потпуно ненасељено, јер је у претходним временима на селу била суша, па су га чак и нападале непријатељске групације. Убрзо након свих тих невоља село је већ имало 63 становника, али две године касније куга је опустошила село. Након тога, становништво које се борило са непрестаним сушама није могло да се опусти ни 1800-их, пошто се у то време појавила епидемија колере, која се поновила још три пута.
Године 1842. завршена је изградња калвинистичке цркве. У револуцији и ослободилачком рату 1848-49. учествовало је око 50 људи из села. Године 1849. насеље је морало да прими више од 200 ратних заробљеника.
Након Аустро-угарске нагодбе започета је изградња железничке пруге Котпуста-Нађварад. Током Првог светског рата у селу се нису десили значајнији догађаји, нити је било значајно пљачкање румунске војске која је упала у Мађарску. У новембру 1923. године уведена је струја у село, иако су лампе паљене само по потреби.
Поплава 1925. године пробила је брану поред села, а затим је поплавила велику већину пољопривредног земљишта. Током Другог светског рата око села су се водиле тешке борбе, а крајем марта 1944. године Немци су упали у село а 6. октобра исте године отпочела је битка која је трајала 6 дана, како у селу тако и ван села. Руси нису заузели село, јер им је важнији задатак био да гоне Немце. 
Током револуције 1956. године у селу су постојале само организације, али до борби није дошло. Деведесетих година 20. века индустријски објекти су престали да постоје. Од 1. јула 2001. Комади је добио статус града.

## Становништво
Године 2001. 95% становништва насеља се изјаснило као Мађари, 5% Роми.
Током пописа 2011. 77,5% становника се изјаснило као Мађари, 7,1% као Роми, 0,2% као Немци и 0,2% као Румуни (22,3% се није изјаснило, због двојног држављанства, укупан број може бити већи на 100 %). 
Верска дистрибуција је била следећа: римокатолици 5,1%, калвинисти 38,9%, лутерани 0,7%, гркокатолици 0,3%, неденоминациони 24,5% (29,6% није одговорило).